# Vil·la romana del Romeral
La vil·la romana del Romeral és un jaciment arqueològic de l'època romana que es troba a Albesa (la Noguera), declarat Bé Cultural d'Interès local.
Situat cronològicament entre els segles IV i V dC, fou descobert casualment l'any 1961, a causa d'unes obres per instal·lar una conducció de reg en una finca que fins aquell moment havia estat terreny de secà. Aquestes obres van traure a la llum alguns fragments de mosaics i també de la vil·la en general.

## Descripció
La vil·la es troba a 4 quilòmetres al nord-oest del nucli urbà d'Albesa, sobre la primera terrassa fluvial de la riba esquerra del riu Noguera Ribagorçana. L'emplaçament de la vil·la se situa en la cota de 252 m i la seva posició sobre el riu en la de 234 m, això representa un desnivell de 18 metres que permet una àmplia visió de la riba i la vall del riu al sud i sud-oest, i cap al nord i el nord-est la successió de terrasses en forma d'escala asseguren el domini visual del Prepirineu: la serra Llarga en primer terme i el Montsec d'Ares al fons. Aquesta geologia defineix una plana molt àmplia, de forma aproximadament triangular que uneix les poblacions de Balaguer, Alfarràs i Corbins.
En la decisió d'escollir aquesta posició preeminent per bastir la vil·la sembla que hi havia l'interès de destacar l'aspecte monumental de l'edifici, reforçant l'efecte visual en relació al paisatge del voltant. En situar-la a l'extrem de la terrassa fluvial, malgrat l'evident perill d'esfondrament, els constructors la destacaven sobre el perfil de la riba esquerra del riu per a tots aquells que viatgessin per la vall o per la riba dreta de la Noguera Ribagorçana. L'emplaçament triat, també permet un fàcil accés a la xarxa viària local.
Molt a prop de la vil·la, a uns 5,5 quilòmetres en línia recta, es localitza una torre de planta quadrada, que es pot datar entre els segles II i IV, aquesta controlava la cruïlla de dues vies que es dirigien cap als dos passos practicables de la serra Llarga: Algerri i Castelló de Farfanya. La primera de les vies es pot seguir entre Menàrguens i Algerri, possiblement provenia de Bellvís, mentre que la segona via que connecta Albesa amb Castelló de Farfanya, podria tenir el seu origen a Lleida o en algun punt de la via d'Italia in Hispanias. Aquesta xarxa de camins devia estar integrada en un sistema de comunicacions d'abast regional que comunicava el Pirineu i el sud de la Gàl·lia amb la ciutat de Lleida, l'antiga Ilerda, que es troba tan sols a uns 16 quilòmetres en línia recta de la vil·la del Romeral.

## Arqueologia
La vil·la va ser objecte de diverses intervencions arqueològiques en la dècada dels anys seixanta, davant la necessitat de preservar els excepcionals mosaics que contenia d'una possible destrucció. Mai no havia estat excavada d'acord amb un projecte de recerca integral i, per tant, el coneixement sobre la seva organització arquitectònica i funcional i sobre la seva evolució era molt limitat. Aquest problema, que aparentment només afectaria l'àmbit de la recerca científica, també condicionava les possibilitats de preservar i condicionar el conjunt per a una adequada exposició didàctica. Les actuals intervencions arqueològiques, iniciades l'any 1995, tenen com a finalitat avaluar l'estat de conservació i les característiques de la vil·la com a pas previ per desenvolupar un programa integral de recerca i museïtzació.

### Anys 60
L'any 1961, quan es va descobrir la vil·la posant un conducte de reg, van quedar al descobert alguns fragments de mosaic que van atreure l'atenció de l'Institut d'Estudis Ilerdencs, fins al punt que els anys 1965, 1966 i 1968, sota la direcció de Rodrigo Pita i Luis Díez-Coronel, aquesta institució va finançar campanyes de prospecció i excavació que van permetre localitzar un conjunt de mosaics policroms i delimitar bona part d'un edifici de grans dimensions i amb una organització interna molt complexa que responia als models més sofisticats de l'arquitectura rural romana.
Alguns dels mosaics van ser retirats de la vil·la i traslladats al que llavors era el Museo Arqueológico de Barcelona per a la seva restauració. L'atenció, gairebé exclusiva, atorgada a la localització i la recuperació dels mosaics explica el limitat coneixement de la vil·la. En realitat, només es va intervenir en les galeries pavimentades amb mosaics que tancaven el pati central del peristil, que no va ser excavat, i algunes de les habitacions dels costats nord i oest. De manera que els treballs es van concentrar en els estrats corresponents a les darreres fases d'ocupació: aquelles que semblaven relacionades amb l'organització global de l'edifici com una residència senyorial i el posterior abandonament. Les fases més antigues només es van documentar mitjançant sondeigs molt limitats. Aquest fet ha dificultat els intents posteriors per establir l'evolució general de la vil·la, la naturalesa exacta de l'ocupació en cada moment i, més concretament, l'entitat i el significat de la fase representada per la construcció de l'edifici senyorial (s'ha parlat, sense gaire precisió, d'una primera vil·la, de caràcter modest, substituïda per una construcció tardana més luxosa). Tampoc no ha estat possible definir els elements materials associats amb aquest hàbitat, com la tecnologia agrícola o les infraestructures de servei per la vida domèstica.
Rodrigo Pita i Luis Díez-Coronel creien que era imprescindible la tasca d'excavació i de l'estudi sistemàtic de la vil·la del Romeral per tal de poder tenir una idea i més detalls de la cultura romana de la zona de la Baixa Ribagorça que queda a uns 15 quilòmetres de Lleida, la qual cosa faria molt més interessant l'estudi de la cultura romana a Ilerda entre els segles iii i iv dC. També van dir que per tal d'aprofitar l'aixecament i salvament dels mosaics del Romeral, a part de la preservació s'hi havien de dur a terme l'excavació i l'estudi del conjunt de les ruïnes romanes.

### Posteriors
El 1995 van tornar a fer excavacions i ara alguns estius se'n fan a petita escala.
La tercera fase es va programar l'any 1997. La intervenció tenia la finalitat de condicionar la meitat sud-oest de la vil·la perquè pogués ser oberta al públic. La neteja dels sectors 1, 2 i 5 de la vil·la del Romeral va permetre posar al descobert alguns murs ja coneguts i localitzar estructures no excavades fins al moment. Entre d'altres restes es va documentar també una cisterna. Un dels objectius principals de la intervenció va ser la neteja i protecció dels tres mosaics d'aquesta part sud-oest del jaciment. El que es va poder aconseguir al final va ser el fet de deixar la meitat sud-oest de la vil·la acondicionada, encara que no excavada, i també el fet d'establir l'abast real dels treballs realitzats en el jaciment tant en els anys 60 com posteriorment. Tot això complementat per la retirada dels materials, la definició d'àmbits i espais, la neteja i definició d'estructures, l'actuació preventiva sobre els mosaics i tots els treballs de documentació.
Al 2005 van trobar un cap de medusa d'uns 1.800 anys d'antiguitat. Es tractava d'una troballa excepcional a Catalunya, ja que fins ara aquesta imatge només havia aparegut en mosaics o en mausoleus, però mai en l'arquitectura privada. La Medusa era una figura mitològica i datada entre els segles II i III d.C. Tenia el cap de serps i, segons diuen, convertia la gent de pedra.

### Els Mosaics de la vil·la
A la vil·la romana del Romeral hi ha un conjunt de mosaics d'interès notable. La raó per la qual hi ha una lletra en majúscula en cada mosaic és segons la nomenclatura que li han donat els arqueòlegs que hi han treballat, per tal d'ubicar els mosaics en un plànol.

#### Mosaics del cubiculum
Aquests mosaics estan assenyalats pels arqueòlegs com A i F. El mosaic A està situat a la zona oest de l'impluvium i s'ubicava en una petita habitació o cubiculum. Es va descobrir l'any 1961 al fer un primer sondatge que va permetre fotografiar i conèixer aquest mosaic. És totalment geomètric i té tessel·les de diversos colors. Malauradament, aquest mosaic va ser destruït per uns vàndals fa uns anys i ara només se'n conserva un petit fragment. El mosaic F també és policrom, però bastant pobre en temàtica i decoració amb relació a la resta de mosaics del jaciment. El tema central són creus aspades en forma d'hèlix i es creu que és d'inspiració cristiana perquè sembla que és força tardà, de finals del segle IV o principis del V.

#### Mosaics de l'oecus: Sala absidal
Aquesta part del mosaic, nomenclatura D, forma part del paviment d'una planta absidal en semicercle que se situa a la part nord de la vil·la i possiblement era una de les principals habitacions de l'edifici romà. El tema del mosaic és geomètric, format per quadrats que alhora estan separats per un trenat clàssic. Cada quadrat porta una estrella al centre i s'ha detectat que existeixen variacions entre elles. Tots aquests elements es troben enquadrats per una sanefa que té un traç en semicercle format per un conjunt de banyes i fulles liliàcies que en conjunt mostren una decoració molt vistosa i complexa que destaca de la resta del mosaic. Aquest mosaic és dels que estan més complets i en més bon estat de conservació.

#### Mosaics de l'oecus: Sala rectangular
Aquest mosaic "G" cobreix tota la cambra rectangular de la part nord del passadís septentrional o del peristil i era una estança molt important de la vil·la, el triclinium o el tablinum, doncs els seus mosaics són els més rics del conjunt. Se situà en un marge i el separa una franja de tessel·les molt rica que està formada per un escacat, en el seu interior hi trobem figures geomètriques en espais hexagonals, separades per una àmplia línia en forma de garlanda de llorers i el fons és de colors blaus i vermells. Cadascun d'aquests espais hexagonals té una decoració geomètrica molt vistosa i alhora complexa.

#### Mosaic de la galeria nord

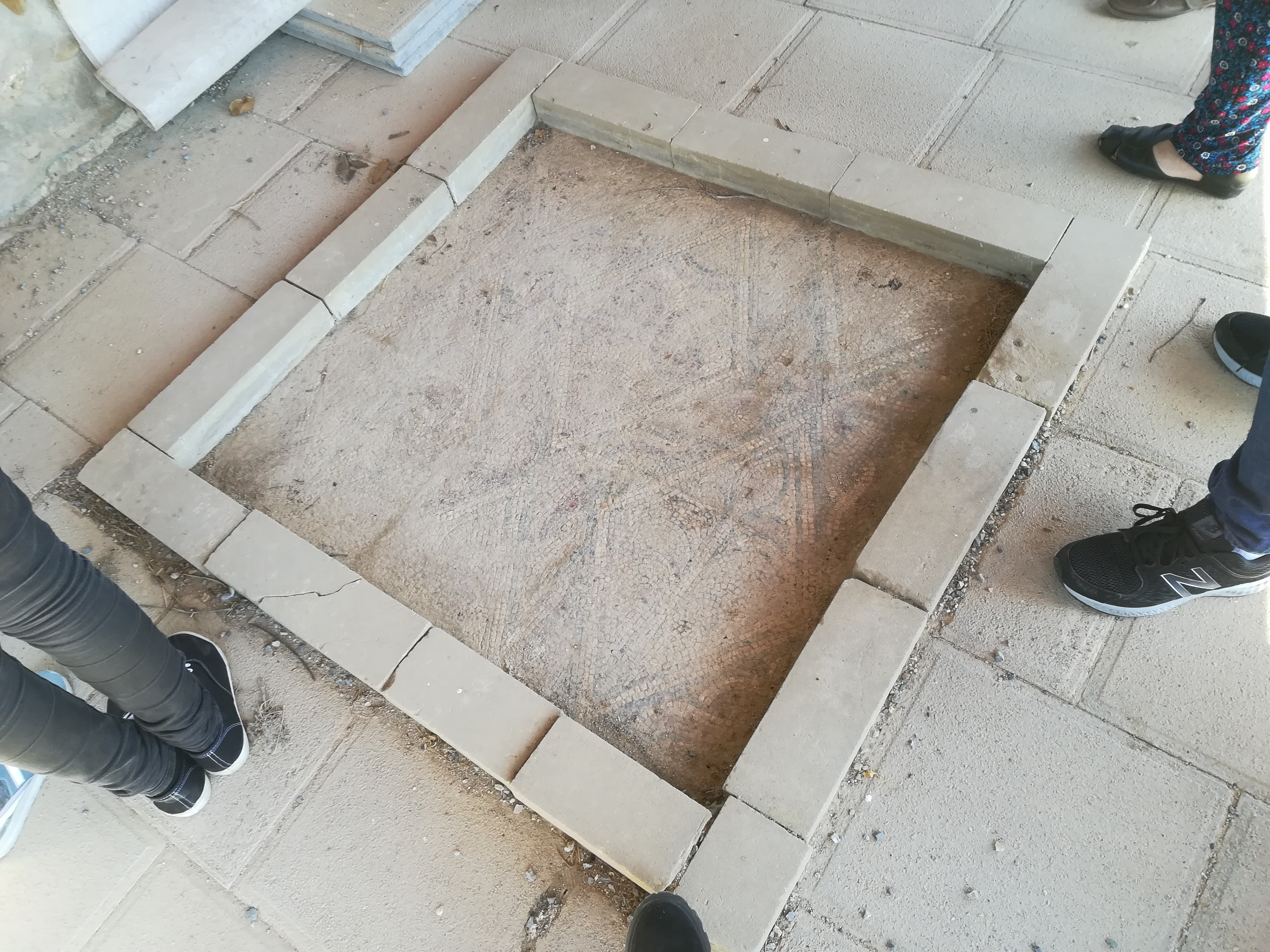
Mosaic de la galeria nord

Aquest mosaic "E" és el que pavimenta la part nord del peristil, suposadament té una longitud de 26 metres per una amplada de 3.20 metres. Té una gamma cromàtica molt àmplia i està format per un sistema general de rombes que se separen mitjançant una sanefa en forma de soga. Destaquen sobretot, la força i la intensitat dels seus colors i també la gran vistositat decorativa del conjunt en si mateix, s'inspira en els ornaments típics del segle I i II que representa que en aquest cas van perdurar fins al segle IV dC. Es creu molt fermament que quan es pugui excavar aquest mosaic cap a la zona oest de la vil·la sorgiran nous elements que donaran llum a les seves característiques.

#### Mosaic de la galeria oest
Aquest mosaic "B", tal com diu el nom s'emplaça al passadís oest de la vil·la cobrint tota la seva extensió. Les dimensions originàries del passadís eren de 3.20 metres d'ample per 28.30 metres de llarg, ja que actualment trobem uns dos metres destruïts degut a obres agrícoles. El mosaic és policrom i combina geometria amb figures, està format per un motiu general i únic d'emblemes en forma d'imbricatum. Al centre hi ha figures de tema agrícola situades en sèries de quatre o cinc a cada línia. Una part important d'aquest mosaic es va extreure del paviment de la vil·la i avui en dia es conserva al Museu de Lleida, així com la gran peça del cap de la Medusa. Aquest mosaic destaca per una decoració formada per motius figuratius geomètrics o naturalistes relacionats amb el món rural: fulles, ocells i fruits.

#### Mosaic de la galeria sud

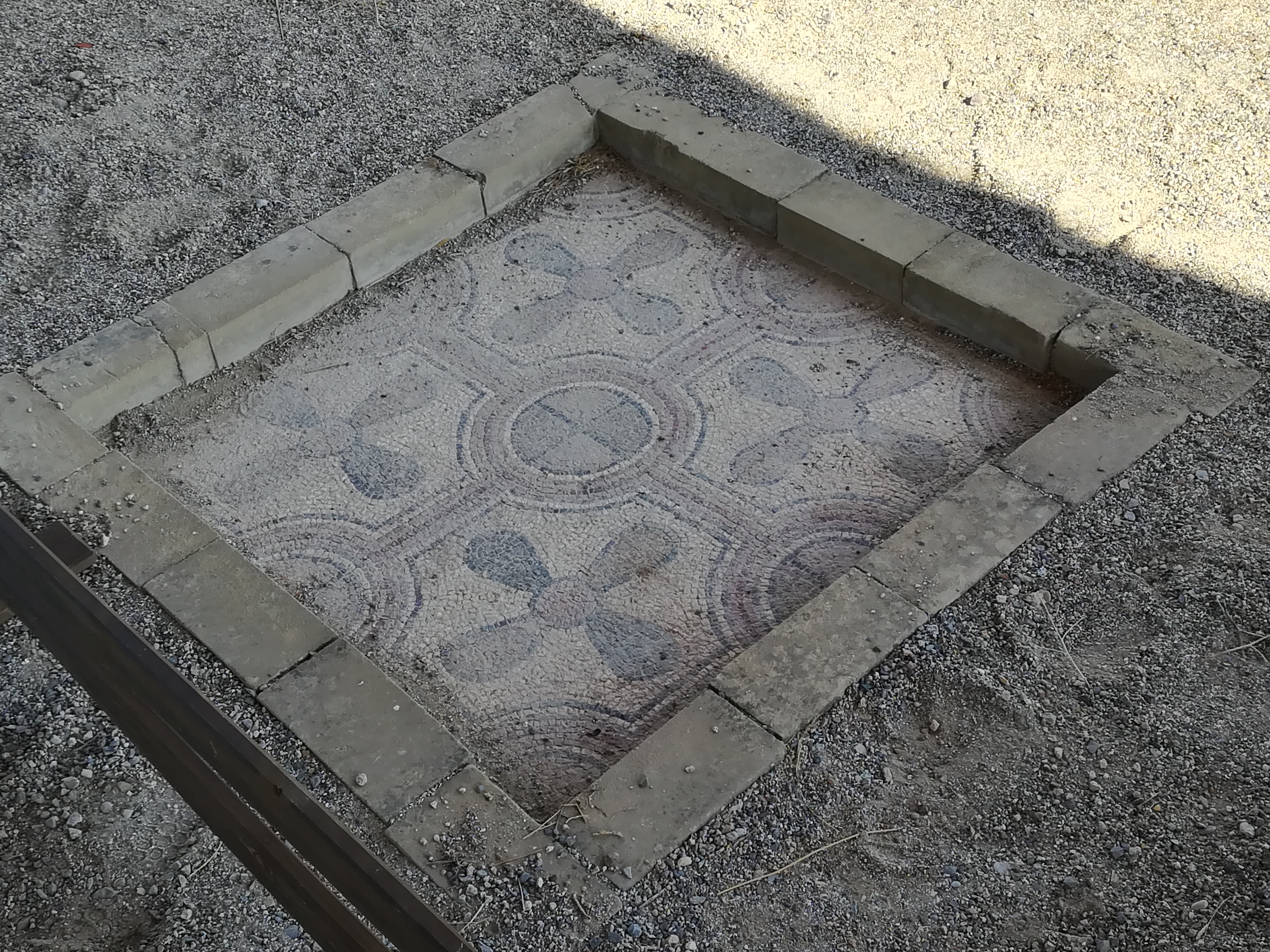
Mosaic de la galeria Sud

Aquest mosaic "C" recorre el passadís sud del peristil i quan es va construir tenia una longitud de 25 metres per una amplada de 3.20 metres. La seva part central ha sofert molts danys degut a les activitats agrícoles realitzades amb tractor. El mosaic té una franja de 40 centímetres de gruix en tots els seus costats, una altra franja externa formada per un conjunt de figures romboïdals en línia i totes dues franges tenen una amplada de 20 centímetres. El contingut del mosaic està format per espais policroms de tipus octogonal, dins de cadascun hi ha una creu amb aspes amb forma d'hèlix amb variacions en el tema de figures i colors però sense diferències en les seves dimensions.

#### Mosaic del passadís sud-oest
Aquest mosaic "H" s'anomena del passadís sud-oest perquè està ubicat a la part oest de la vil·la i al sud del mosaic "B" o mosaic de la galeria oest de manera que és com si fos una extensió d'aquest. Encara hi ha poca informació sobre aquest mosaic, ja que només es va excavar el juny de l'any 1966 i no es va poder apreciar ben bé la seva forma i temàtica, tan sols se sap que és policrom i amb el sistema de tessel·les igual que la resta.

#### Mosaic del corredor secundari
Aquest mosaic "I", més que un mosaic és una men de mosaic que realment funcionava com a paviment. L'obra és feta amb tessel·les grans d'argila cuita, no presenta cap variació ni en el color ni en el dibuix.

### La Medusa

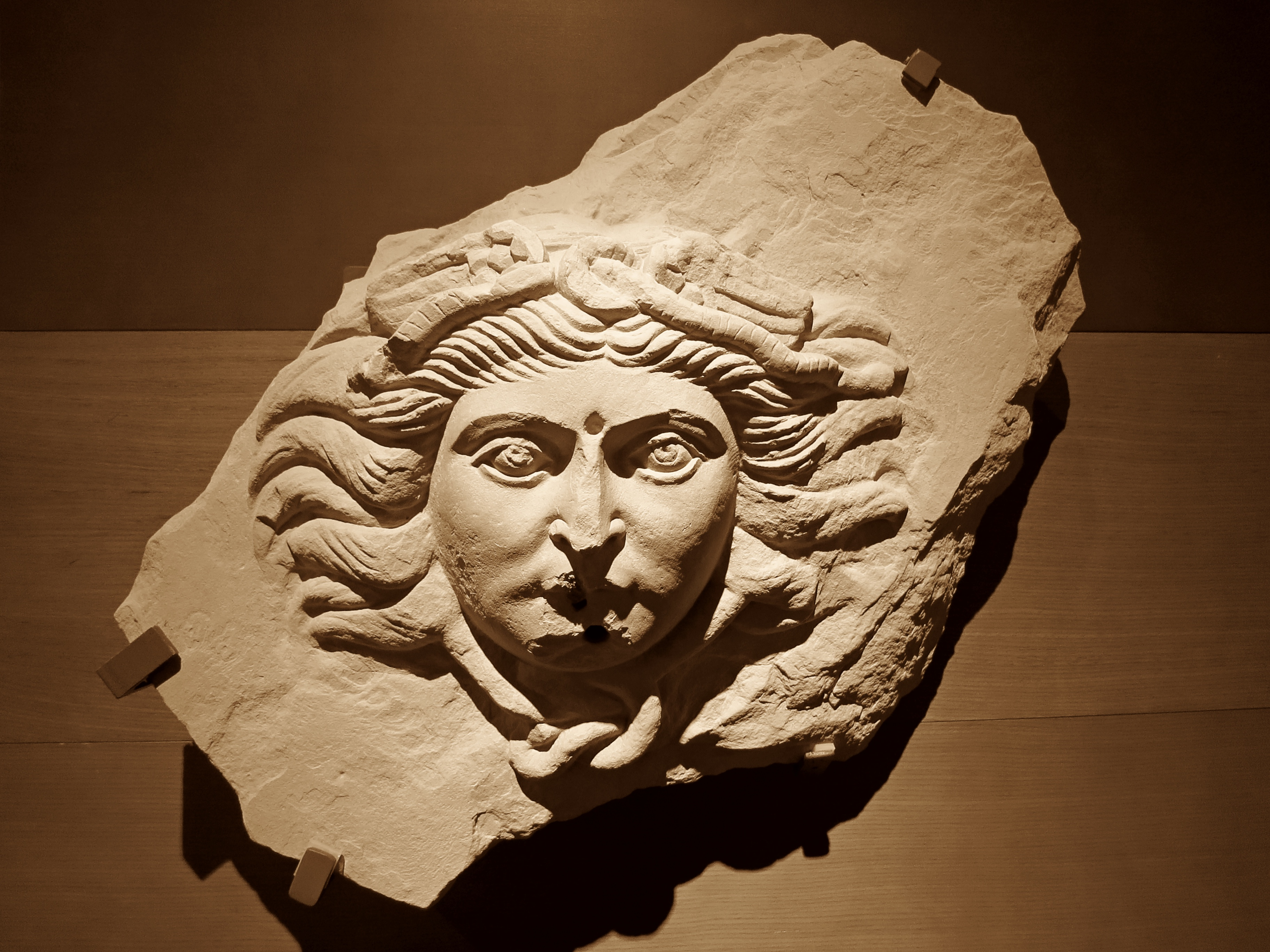

L'any 2005 es va fer una de les troballes més singulars dels darrers temps, podríem dir que és la joia de la corona de la vil·la romana del Romeral: el cap de la Medusa, una escultura feta de pedra sorrenca en excel·lent estat de conservació, ja que fins i tot s'ha conservat la pàtina que imitava la pell de la cara i també té el cabell molt detallat.
El cap de la Medusa és una peça escultòrica excepcional que hom pot veure de prop al Museu de Lleida. Havia format part de la deu d'una font monumental de la vil·la romana que molt probablement es trobava a les petites termes que hi havia, compostes per un frigidarium, un tepidarium i un caldarium. Representa una de les tres Gorgones, en aquest cas la Medusa. La vil·la del Romeral il·lustra quin tipus de residència rural es podia permetre un membre de la classe benestant dels honestiores, classe social inclosa en el grup dels divites (rics). L'edifici disposava de grans sales de recepció i cerimònia, així com d'un programa d'ornamentació complex format per marbres, mosaics, estucs i pintures murals que evidenciaven el prestigi social i el poder econòmic del seu propietari.